# Saundersiops tatei
Saundersiops tatei là một loài ruồi trong họ Tachinidae.